# غلين سميث
غلين سميث هو لاعب هوكي الجليد كندي، ولد في 25 أبريل 1895 في ميافورد في كندا، وتوفي في 6 أكتوبر 1949.

## وصلات خارجية
- غلين سميث على موقع دوري الهوكي الوطني (الإنجليزية)
- غلين سميث على موقع قاعة مشاهير الهوكي (لاعب أن.إتش.أل) (الإنجليزية)
- غلين سميث على موقع EliteProspects.com (الإنجليزية)
- غلين سميث على موقع HockeyDB.com (الإنجليزية)
- غلين سميث على موقع Hockey-Reference.com (الإنجليزية)